# Castalia ambigua
Castalia ambigua, popularmente chamada castanhola, é uma espécie de bivalve da família dos hiriídeos (Hyriidae).

## Etimologia
Castalia tem origem no grego Kastalía (Κασταλία), o nome de Castália, a ninfa aquática (náiade), filha de Aqueloo, que habitava a fonte de Castália, em Delfos. Os epítetos específicos das espécies do gênero, por serem de espécies descritas há muito tempo, não apresentam explicações etimológicas nos artigos originais. No entanto, é provável que os termos ambigua, inflata, psammoica e undosa façam referência a características da concha, significando, respectivamente, "ambígua", "inflada", "relacionada à areia" e "ondulada").

## Taxonomia e sistemática
Castalia ambigua foi descrita pela primeira vez por Jean-Baptiste de Lamarck em 1819. O gênero Castalia inclui entre 13 e 17 espécies, com a taxonomia de alguns membros ainda não bem resolvida. As espécies apresentam ampla variação morfológica, com formatos de concha distintos em diferentes bacias hidrográficas, dificultando a identificação. Por isso, estudos genéticos e filogenéticos são necessários para distinguir espécies semelhantes ou crípticas, como C. ambigua e C. inflata. Variações fenotípicas nas válvulas e tecidos moles foram observadas por D'Orbigny e Ortmann, que sugeriram que espécimes da drenagem do Amazonas, na Bolívia, não pertenciam à mesma espécie dos encontrados na drenagem do rio Paraguai, na Argentina. D'Orbigny propôs cinco subespécies, incluindo C. ambigua da Amazônia às drenagens do rio da Prata. Posteriormente, Ortmann e Bonetto reconheceram: C. ambigua ambigua (Amazonas), C. ambigua inflata (Paraguai-Paraná-Prata), C. ambigua pectinata (São Francisco) e C. ambigua multisulcata (Guiana, Venezuela e Colômbia). Na Argentina, apenas Castalia inflata foi considerada taxonomicamente válida por Rumi et al. Castalia ambigua é tratada com múltiplas subespécies por alguns autores, enquanto C. inflata é reconhecida como espécie por alguns e como subespécie de C. ambigua por outros. Análises de DNA mitocondrial de quatro espécies de Castalia na bacia amazônica mostraram baixa resolução filogenética para C. ambigua, sugerindo possível variação críptica dentro das espécies nominais.

## Descrição
O gênero Castalia possui conchas espessas de formato triangular equilátero, os umbos são altos e proeminentes com escultura umbonal bem desenvolvida e estendendo-se por grande parte da concha, a crista posterior é pontiaguda e a margem anterior da concha é bem definida e o ligamento bem desenvolvido. Castalia ambigua apresenta concha triangular e inequilátera, com formato inflado, alta e robusta. A borda anterior é arredondada e levemente afilada, enquanto a margem posterior é truncada obliquamente, formando uma junção com a margem ventral, que pode ser reta ou arredondada no terço posterior. Os umbos são subcentrais, baixos e de tamanho reduzido. A escultura umbonal é radial, composta por raios divergentes bem marcados, geralmente mais longos na porção posterior. A quilha é alta e discretamente arredondada, com declive dorsal oblíquo e um escudo pequeno e alongado. O periósteo apresenta coloração marrom-fosca. A charneira é ampla e fortemente arqueada, com dentes pseudocardinais e laterais exibindo estriações perpendiculares.

## Distribuição e habitat

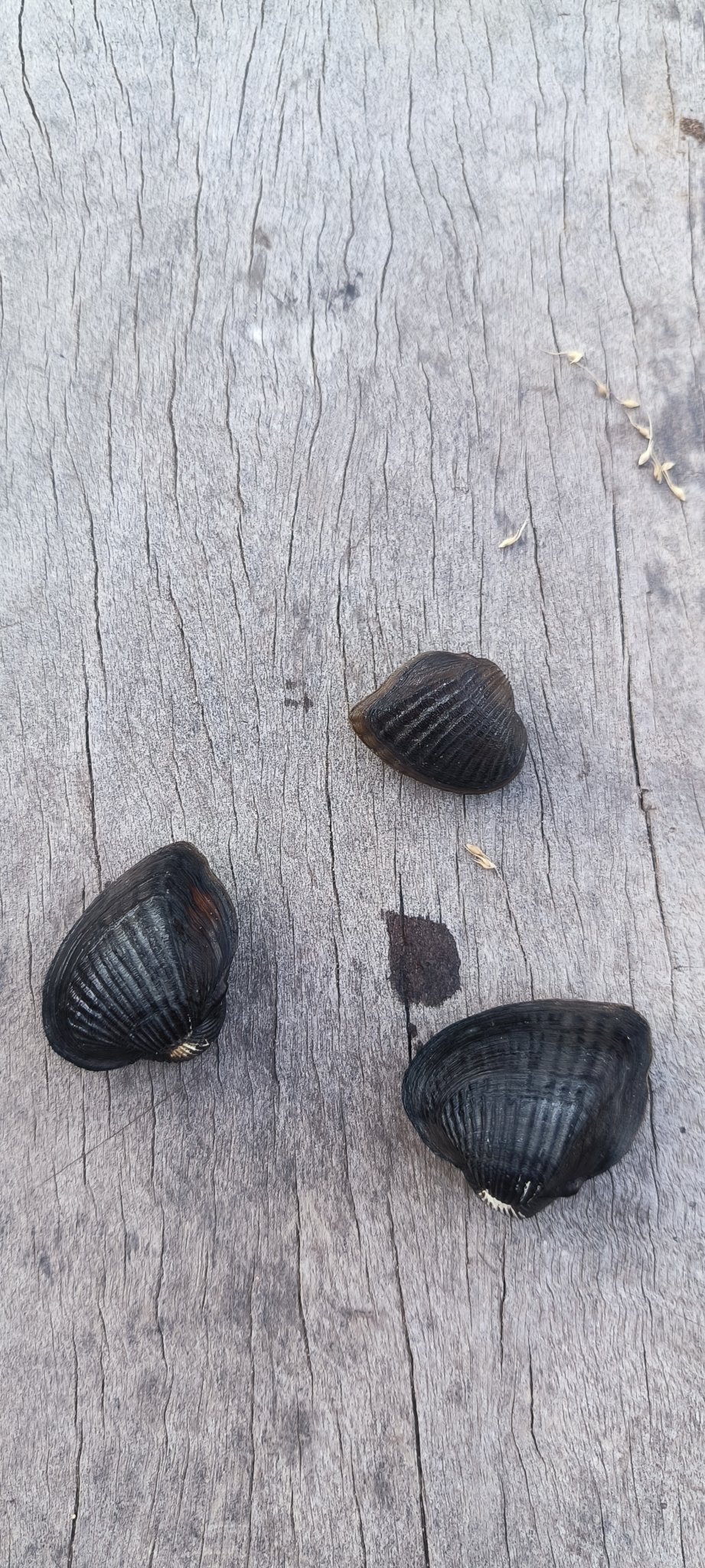
Castali ambigua avistada em Iarinacocha, no Peru

A ocorrência de Castalia ambigua é a mais bem documentada dentro do gênero. Embora o espécime-tipo seja originário da bacia Amazônica, a espécie apresenta ampla distribuição, com registros que se estendem desde a bacia do rio Magdalena, na Colômbia, até os rios da Prata e Uruguai, na Argentina, incluindo os rios São Miguel e Guaraios, na Bolívia. No Brasil, ocorre em diversos rios da Amazônia, como na confluência dos rios Solimões e Negro (incluindo o rio Catalão), nos rios Uraricoera e Branco, no rio Aripuanã, além dos rios Tocantins e Irituia, no Pará. Também há registros para o rio Cuiabazinho, no Mato Grosso, e para a bacia do São Francisco. No Peru, sua presença também foi registrada. Relatos mais recentes indicam sua extinção no rio da Prata.

## Ecologia

### Reprodução
Castalia ambigua apresenta um comportamento reprodutivo único entre os bivalves brasileiros, no qual a fêmea utiliza o sifão exalante, de coloração vermelho-vivo, para atrair peixes. Embora menos elaborado que em espécies norte-americanas, este é o primeiro registro desse tipo de estratégia no Brasil. Observações em campo e em laboratório mostram que, durante a liberação das larvas, a fêmea estende lentamente o sifão exalante, alcançando cerca de 10 milímetros e adquirindo forma afilada, possivelmente imitando um verme ou outra presa. Além disso, um movimento pulsátil do sifão reforça o estímulo visual aos peixes. Os machos, por sua vez, possuem o sifão branco e não apresentam esse comportamento. Outros aspectos da reprodução ainda são pouco conhecidos. A larva gloquídea já foi descrita, com tamanho variando entre 0,23 e 0,27 milímetro nas diferentes espécies de Castalia, mas os peixes hospedeiros ainda não foram identificados.

### Movimentação
Castalia ambigua apresenta diferentes padrões de exposição de conchas, relacionados ao formato e à densidade populacional. Embora não tenham sido detectadas diferenças estatísticas significativas, os morfotipos da espécie tendem a realizar maiores movimentos horizontais em densidades mais altas. Esse comportamento pode ser uma resposta a fatores como predação, variações no nível da água ou estresse induzido por manipulação experimental. O morfotipo um, de conchas mais alongadas, mantem-se menos exposto em baixas densidades, permanecendo quase totalmente enterrado. Esse padrão de escavação é comum em habitats com alta hidrodinâmica, sugerindo relação entre morfologia e capacidade funcional. Em contraste, em densidades mais elevadas, há maior exposição e tendência à agregação, como também observado no morfotipo dois, de conchas mais arredondadas, típico de ambientes de baixa energia.
Em condições naturais, a densidade pode estabilizar o substrato, reduzindo os efeitos da correnteza e favorecendo maior exposição das conchas para alimentação. Além disso, o comportamento de agregação pode ter relação com a reprodução, facilitando a captura de espermatozoides pelas fêmeas. Diferenças nos padrões de escavação também podem estar associadas ao dimorfismo sexual. Estudos anteriores indicam que o morfotipo I corresponde a machos e o morfotipo II a fêmeas. Em ambientes de alta energia, ambos os sexos apresentam morfologias semelhantes, sugerindo que o comportamento de escavação pode se uniformizar nessas condições. Além de suas funções comportamentais, a escavação por C. ambigua pode impactar processos ecossistêmicos, como a oxigenação do sedimento, a liberação de nutrientes e a estrutura da comunidade bentônica, incluindo macroinvertebrados como quironômidos.

## Conservação
A União Internacional para a Conservação da Natureza (UICN) classifica Castalia ambigua como uma espécie pouco preocupante (LC), em decorrência de sua ampla distribuição e ausência de ameaças conhecidas significativas. A recente construção de uma barragem no rio Tocantins pode impactá-la negativamente. Esta espécie também é coletada à indústria de botões por moradores locais que mergulham para coletar as conchas. No entanto, devido ao pequeno tamanho da concha, não é tão procurada quanto outras espécies, que são coletadas em maiores quantidades. Uma fábrica de papel na margem do rio Uruguai pode estar afetando a qualidade da água aqui. Em 2018, foi classificada como menos preocupante (LC) no Livro Vermelho da Fauna Brasileira Ameaçada de Extinção do Instituto Chico Mendes de Conservação da Biodiversidade (ICMBio),